# ミス・ナゴヤ
ミス・ナゴヤ（Miss Nagoya）は、1970年代後半から1990年代初めまで愛知県名古屋市で行われていたミス・コンテスト及びその優勝者の名称である。このコンテストでは水着審査などは行われず、知性と教養、英語力が求められ、選ばれた歴代のミス・ナゴヤは、名古屋市の国際交流やPRに貢献した。

## 概要
名古屋市の姉妹都市であるロサンゼルス市が1976年（昭和51年）にアメリカ合衆国建国200年を祝ったのに合わせて開始された。主催は名古屋・ロサンゼルス都市提携委員会、名古屋タイムズ社、中日新聞社で、名古屋市、愛知県、東海テレビ放送、中部日本放送、名古屋商工会議所などが後援し、毎年5月下旬に愛知文化講堂で最終審査が行われた。第1回の審査委員長は名古屋市長の本山政雄が務めた。優勝者はロサンゼルスへの親善訪問の他、名古屋まつりなどのイベント参加や観光PRを行った。1978年（昭和53年）からは新たに姉妹都市になったメキシコシティへの親善訪問も加わった。1984年（昭和59年）から3代のミスはオーストラリアのシドニー市も訪問した。中華人民共和国の南京市はシドニーより早く姉妹都市になったが、ミスが南京を訪問することは無かった。審査では英語力が重視され、一貫して水着審査は無かった。1991年（平成3年）の第16回まで続いたが、1992年（平成4年）5月を以て活動を終了した。

## 歴代のミス・ナゴヤ
注：太文字はミス、細字は準ミス。
| 代数 | 年度   | ミス、準ミス                               | 応募者数 | 参考                                                                      |
| ---- | ------ | ------------------------------------------ | -------- | ------------------------------------------------------------------------- |
| 1    | 1976年 | 森口保子、星野弥生、神田緑                 | 84       |                                                                           |
| 2    | 1977年 | 奥田秀子、井上幸子、古久保昌子             | 45       | 「ミス・フレンドシップ」に横井正江 「ミス・ホスピタリティー」に森下美智子 |
| 3    | 1978年 | 上野田素子、石川靖代、湯沢清美             | 76       |                                                                           |
| 4    | 1979年 | 塩崎優美、伊藤清美、平野久美子             | 32       |                                                                           |
| 5    | 1980年 | 長谷川千江子、梶田みゆき、橋本冨貴子       | 24       |                                                                           |
| 6    | 1981年 | 小島和美、小沢浩子、加藤千晶               | 17       |                                                                           |
| 7    | 1982年 | 青井英美、中川智代、岩井百登恵             | 38       |                                                                           |
| 8    | 1983年 | 木村吟佳（うたか）、柴田八重子、千村みさき | 28       |                                                                           |
| 9    | 1984年 | 日比時江、奥岡珠里（しゅり）、松下世千代   | 32       | 松下は同年の鈴鹿サーキットクイーン                                        |
| 10   | 1985年 | 池内博美、三井博美、福井浩美               | 31       | 池内は前年の鈴鹿サーキットクイーン                                        |
| 11   | 1986年 | 田島浩美、青山三知栄、牧野久美子           | 49       |                                                                           |
| 12   | 1987年 | 重村好美、纐纈千幸、古橋正子               | 43       |                                                                           |
| 13   | 1988年 | 坂井香奈子、天野豊子、高橋亜紀             | 70       |                                                                           |
| 14   | 1989年 | 新本康子、一柳東美、後藤美香               | 99       |                                                                           |
| 15   | 1990年 | 佐藤美由紀、永瀬優子、寺本祐子             | 82       |                                                                           |
| 16   | 1991年 | 高村優子、二宮典子、南川知子               | 48       |                                                                           |